# Albaredo d'Adige
Albaredo d'Adige es una localidad y comune italiana de 5.300 habitantes, ubicada en la provincia de Verona (región de Véneto). 

## Demografía
| Gráfica de evolución demográfica de Albaredo d'Adige entre 1861 y 2001 |
|                                                                        |
| fuente ISTAT - elaboración gráfica a cargo de Wikipedia                |